# Lepismium houlletianum
Lepismium houlletianum je epifytní kaktus pocházející z tropických a subtropických nížinných vlhkých lesů nebo tropických vlhkých horských lesů Argentiny, Brazílie a patrně i Bolívie. Rodový název Lepismium je odvozen z řec. "lepis" = šupina, miska, skořápka a druhové epiteton je na počest Jean-Baptiste Houlleta francouzského botanika, inspektora Jardin des Plantes.

## Popis
Rostlina vytváří převislé husté keříky z plochých výrajně pilovitě laločnatých fylokladií, které jsou na bázi stopkovitě zúžené. Fylokladia jsou listovitě tenká, široká do 5 cm a dlouhá až přes půl metru s holými areolami. Jsou ostře pilovitě laločnatá. Epidermis je sytě zelená hladká pololesklá, pokrytá voskovým povlakem, který jí dodává modrošedý nádech. Na slunci se epidermis zabarvuje do červena.
Zvonkovité nící květy se otevírají přes den. Jsou bílé nazelenalé, 2 cm dlouhé, 1 cm široké a slabounce příjemně voní. Otevírají se po čtyři dny. Dozrálé plody jsou černočervené hladké lesklé bobule velké 6 mm.

## Pěstování
Snadno se pěstuje jako dekorativní pokojová rostlina. Vyžaduje kyselý humózní výživný substrát. Oproti podobným epifytním kaktusům je, díky voskovitému povlaku, odolnější vůči sviluškám.

## Systematika
V roce 1858 druh popsal Charles Lemaire jako Rhipsalis houlletiana. Poté byly různými autory řazeny do rodů Hariota,
Nothorhipsalis a Acanthorhipsalis, až je v roce 1987 zařadil Barthlott do rodu Lepismium.
Jsou uváděny dvě formy (variety):
- Lepismium houlletianum f. houlletianum
- Lepismium houlletianum f. regnellii:- lišíci se barvou spodní části tyčinek.

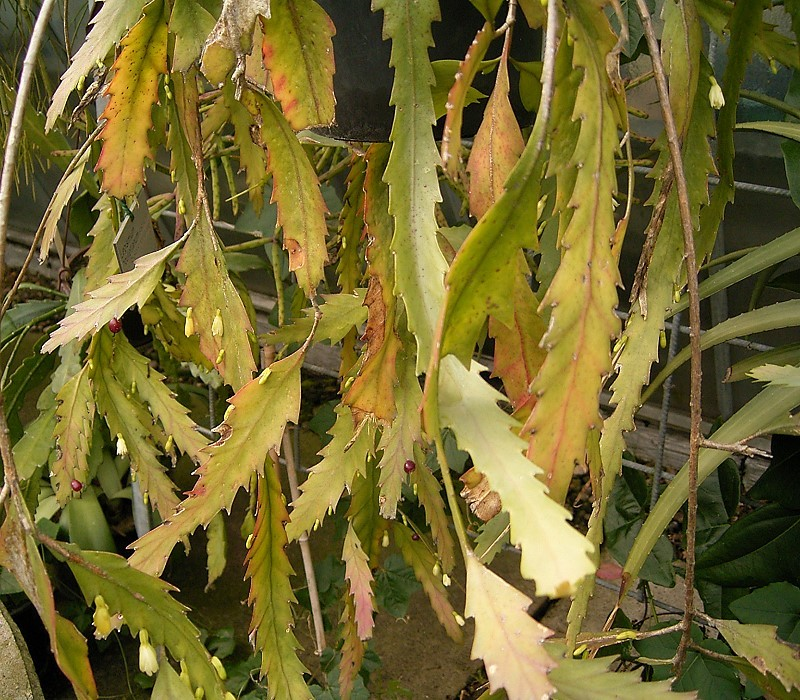
Lepismium houlletianum
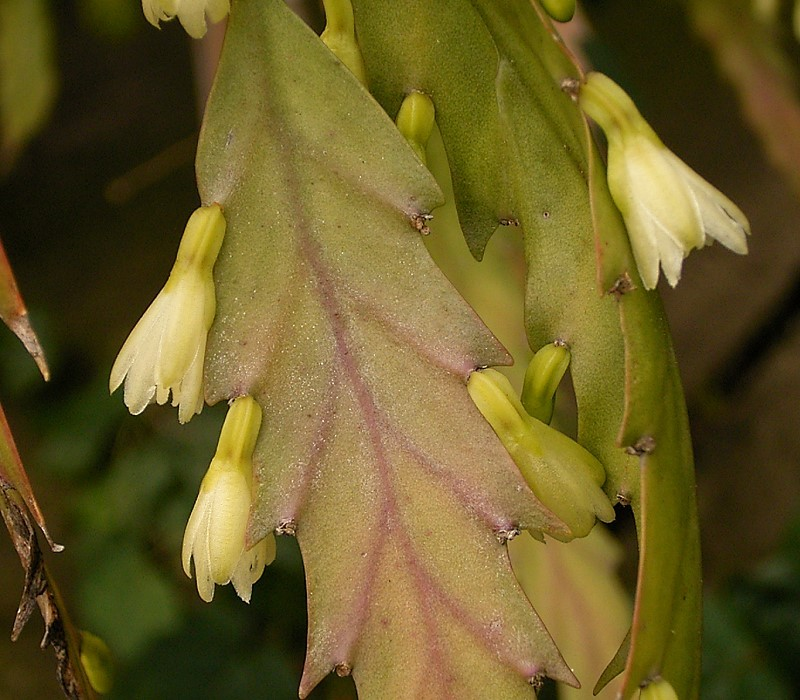
Detail rostliny s květy
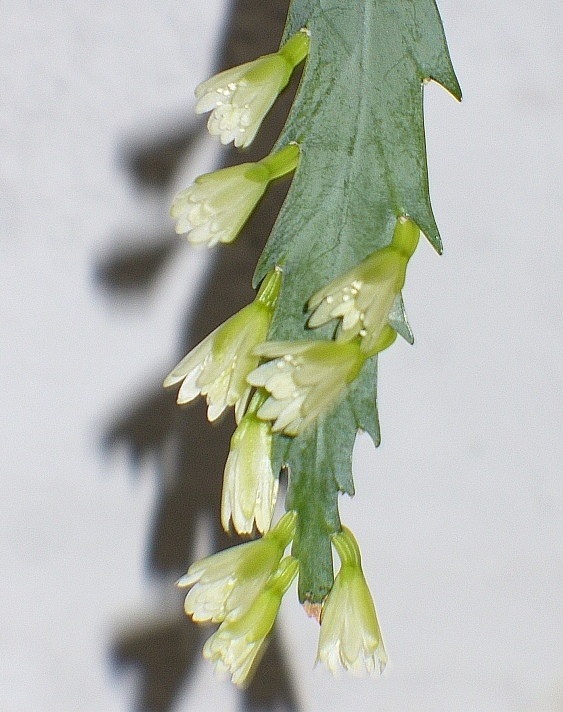
Květy
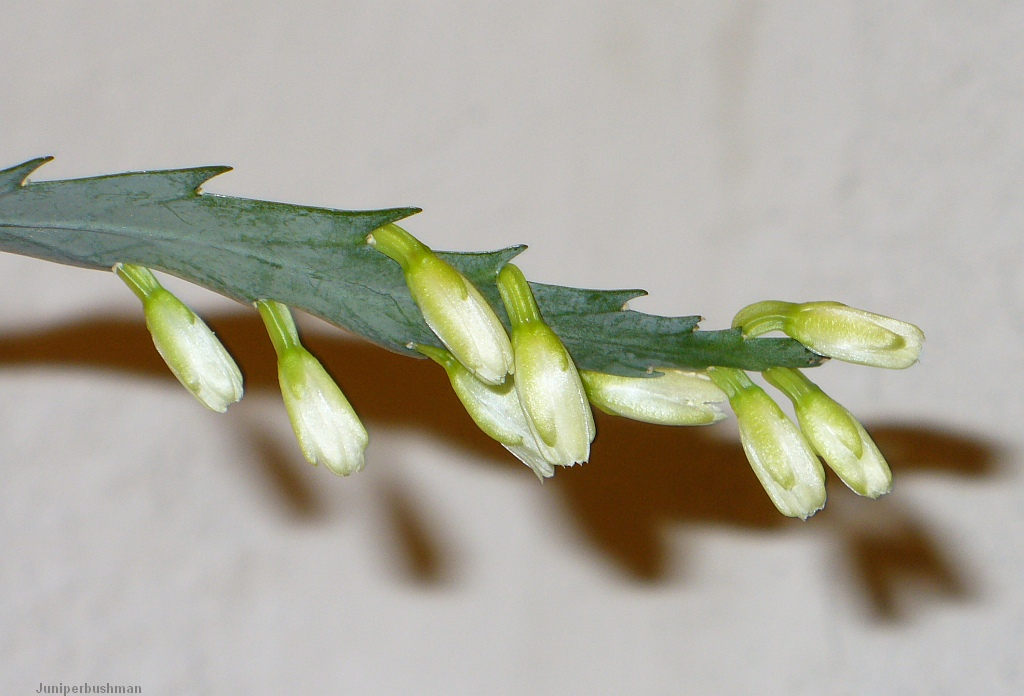
Zavřené květy
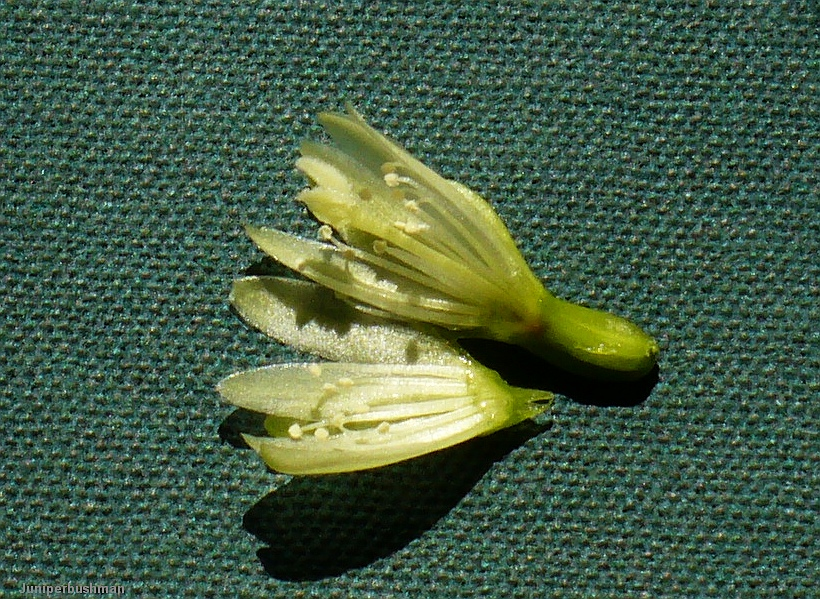
Květ v řezu.